# Gone Abie Gone
"Gone Abie Gone" é o quarto episódio da 24ª temporada do seriado de animação de comédia de situação "The Simpsons". O episódio foi originalmente ao ar em 11 de novembro de 2012.

## Enredo
Vovô foge da casa de repouso, e quando Homer e Marge tentam freneticamente encontrá-lo, eles seguem pistas que revelam os segredos do passado de Vovô. Eles descobrem que ele trabalhou em um restaurante local com Marvin Hamlish e conheceu e apaixonou-se pela cantora do restaurante, Rita LaFleur. Enquanto isso, Lisa tenta jogar pôquer online, com a ajuda de dicas de especialistas, incluindo Jennifer Tilly, mas logo ela está apostando as economias destinadas à sua faculdade.

## Recepção
Em sua exibição original, o episódio foi assistido por 6,86 milhões de espectadores.
Robert David Sullivan, do The A.V Club, classificou o episódio como "C+".